# Monobrachium
Genre
Monobrachium est un genre de limnoméduses (hydrozoaires) de la famille des Monobrachiidae.

## Liste d'espèces
Selon World Register of Marine Species (29 mars 2016) :
- Monobrachium antarcticum Robins, 1972
- Monobrachium drachi Marche-Marchad, 1963
- Monobrachium parasitum Mereschkowsky, 1877

## Publication originale
- Mereschkowsky, 1877 : On a new genus of hydroids from the White Sea with a short description of other new hydroids. Annals and Magazine of natural History, sér. 4, vol. 20, pp. 220-229 (texte intégral) (en).